# Valentina Groapă
Valentina Groapă (născută Cioltan; n. 4 ianuarie 1952, Berchișești, România) este o atletă română, specializată în aruncarea greutății.

## Carieră
Prima ei performanță notabilă a fost titlul național din 1971. În același an a câștigat medalia de argint la Jocurile Balcanice de la Zagreb, prin urmare, a fost desemnată „cel mai bun sportiv din județul Suceava”. Au urmat încă patru titluri naționale până în 1975.
În anul 1972, atleta a particpat la Campionatul European în sală (locul 9) și la Jocurile Olimpice de la München (locul 13). La Cupa Europei din 1973, la Edinburgh, a ocupat locul 4. La ediția din 1975, ce a avut loc la Helsinki, s-a clasat din nou pe locul 4. Dar ulterior a fost descalificată și a fost suspendată un an pentru dopaj.
La Cupa Europei din 1977 de la Helsinki, Valentina Groapă s-a clasat inițial pe locul 5. Dar a ajuns pe locul 4 după ce câștigătoarea Ilona Slupianek a fost descalificată. La scurt timp după aceea a participat la Universiada de la Sofia unde s-a clasat pe locul 7.